# Vernasca
Vernasca é uma comuna italiana da região da Emília-Romanha, província de Piacenza, com cerca de 2.458 habitantes. Estende-se por uma área de 72 km², tendo uma densidade populacional de 34 hab/km². Faz fronteira com Alseno, Bore (PR), Castell'Arquato, Lugagnano Val d'Arda, Morfasso, Pellegrino Parmense (PR), Salsomaggiore Terme (PR).
Pertence à rede das Aldeias mais bonitas de Itália.

## Demografia
| Variação demográfica do município entre 1861 e 2011                               |
|                                                                                   |
| Fonte: Istituto Nazionale di Statistica (ISTAT) - Elaboração gráfica da Wikipedia |